# Fernandezina divisa
Fernandezina divisa is een spinnensoort uit de familie Palpimanidae. De soort komt voor in Brazilië.